# 인사이드 맨
《인사이드 맨》(영어: Inside Man)은 미국에서 제작된 스파이크 리 감독의 2006년 범죄 스릴러 영화이다. 덴절 워싱턴, 클라이브 오언, 조디 포스터, 크리스토퍼 플러머 등이 출연하였고, 브라이언 그레이저 등이 제작에 참여하였다.
비평과 흥행 양면에서 성공하였다.
2019년 어멜 어민, 레이 시혼, 록샌 매키가 출연한 속편 《인사이드 맨: 모스트 원티드》(Inside Man: Most Wanted)가 비디오 영화로 출시되었다.

## 줄거리
2005년 8월 뉴욕 맨해튼. 돌턴 러셀이 이끄는 은행 강도단이 직원과 고객을 인질로 삼는다. 이들은 스티브(Steve)의 다양한 변형태를 가명으로 사용한다. 인질 협상단으로 뉴욕 경찰국 형사 프레이저와 미첼이 투입된다.
제2차 세계 대전 때 나치에 부역해 번 돈으로 1948년 은행을 열었던 창립자 아서 케이스는 해당 지점의 안전 금고 392번을 확보하기 위해 해결사 매들린 화이트를 고용한다. 그 금고 안에는 나치 독일 서류, 모노 다이아몬드(loose diamond)가 든 주머니들, 케이스가 배신했던 유대계 프랑스인 친구의 아내 소유였던 까르띠에 다이아몬드 반지가 보관돼있다.
강도단은 인질들에게 자신들과 똑같이 선글라스, 스카프 형태의 얼굴 가리개, 후드가 달린 점프수트를 입히고 교대로 인질들 사이에 섞여 들어가 같은 인질인 척 한다. 그 사이 다른 강도들은 은행 창고 바닥을 부순다. 이들은 경찰의 도청 수법을 예견하고 엔베르 호자의 알바니아어 연설 녹음을 틀어놓고, 가짜 처형을 꾸며 경찰을 도발하는 등 치밀한 계획을 실행해나간다.
긴급 구조대(ESU)가 들어올 때가 되자 강도단은 인질들 틈에 끼어 같이 빠져나온다. 392번은 은행 창사 이래로 기록에 오른 적이 없기 때문에 은행에서 도난 당한 물품은 일절 없는 것으로 여겨지고, 인질과 범인을 구분할 길이 없자 수사가 종결된다.
일주일 후. 그간 은행 창고 안에 설치한 가벽 안에 숨어있던 러셀은 392번에서 꺼낸 서류와 모노 다이아몬드를 들고 은행을 유유히 빠져나온다. 수사를 위해 은행을 방문한 프레이저와 잠시 부딪혔을 때 러셀은 모노 다이아몬드 한 알을 프레이저의 주머니 안에 슬쩍 집어넣는다. 프레이저가 392번을 열자 그 안엔 다이아몬드 반지와 "반지를 따라가라"는 러셀의 쪽지가 남겨져있다.
프레이저는 앞서 화이트, 화이트의 편의를 봐주려고 하는 시장이 협조하지 않으면 없는 죄를 뒤집어 씌우겠다고 자신을 협박한 내용을 녹음해놓았고, 이를 무기로 삼아 화이트가 케이스의 전쟁 범죄와 관련해 국무부 국제형사국에 연락하게 압박한다.
집에 돌아온 프레이저는 러셀이 주머니에 넣어둔 모노 다이아몬드를 발견한 뒤 사건 전모를 파악하고 웃는다.

## 출연
경찰 측
- 덴절 워싱턴 - 키스 프레이저 수사관, 뉴욕 경찰국(NYPD) 형사 역
- 추이텔 에지오포 - 빌 미첼, NYPD 형사, 프레이저의 파트너 역
- 윌럼 더포 - 존 대리어스 경감, NYPD 소속 특수 기동대인 긴급 구조대(ESU) 소속 역
- 피터 게러티 - 코클린 경감, 프레이저와 미첼의 상사 역
- 제이슨 매뉴얼 얼라저블 - ESU 경관 허낸데즈 역
- 앤서니 맹개노 - ESU 경관 역
- 마이클 더바인 - ESU 경관 역
- 데이비드 브라운  - 이동 지휘소 경관 카노 역
- 애슐리 앳킨슨 - 이동 지휘소 경관 역
- 프랭크 스털래토 - 이동 지휘소 형사 역
- 빅터 콜리치오 - 콜린스 경사 역
- 커샌드라 프리먼 - 실비아 경관, 프레이저의 여자친구 역

러셀과 스티브들
- 클라이브 오언 - 돌턴 러셀 역
- 킴 디렉터 - 스티비 역
- 제임스 랜슨 - 스티브오 역
- 카를로스 안드레스 고메스 - 스티브 역
- 버니 러셸 - 카임 역

은행 측
- 크리스토퍼 플러머 - 아서 케이스, 은행 회장 역
- 조디 포스터 - 매들린 화이트, 해결사 역
- 로버트 비직 - 은행 임원 역

인질
- 와리스 알루왈리아 - 비크럼 왈리아, 시크교도 은행원 역
- 피터 프러솃 - 피터 해먼드, 은행 직원 역
- 켄 렁 - 윙, 고객 역
- 마샤 진 커츠 - 미리엄 더글러스, 고객 역
- 게리 비시 - 허먼 글럭 역

## 기타 제작진
- 총괄 제작: 캐런 키힐라 셔우드, 킴 로스, 대니얼 M. 로젠버그, 존 킬릭
- 공동 제작: 조너선 필리
- 배역: 킴 콜먼
- 미술: 윈 토머스
- 의상: 도나 버윅

## 이모저모
- 흑인 형사 앞에서 대놓고 인종 차별을 하는 백인 경찰, 인도계 시크교도인 은행 직원이 인질에서 풀려나자 터번을 쓰고 있으며 아랍인으로 보인다는 이유만으로 무작정 폭행하고 보는 경찰 특공대, 인질로 잡혀있음에도 돌턴 러셀이 거액을 털 수 있다고 부러워 하는 브루클린 어린이 등 작중에 사회 풍자가 많이 등장한다.

## 우리말 녹음
EBS 제작진 (2018년 12월 9일)
- 프로듀서: 이지연
- 번역: 김수진
- 감수: 김동수
- CG: 조운경
- 편집: 정미현
- 기술 감독: 김정수
- 우리말 연출: 김재현
- 기획: EBS
- 우리말 제작: 벼리기획